# Халфина, Мария Леонтьевна
Мария Леонтьевна Ха́лфина (1908 — 1988) — советская писательница. Автор повести «Мачеха», по которой в 1973 году был поставлен одноимённый фильм.

## Биография
Родилась 14 (27 марта) 1908 года в деревне Пуштулим Кузнецкого уезда Томской губернии (ныне Ельцовского района Алтайского края), в семье владельца маслобойного предприятия Леонтия Борисовича Халфина. Сестра геолога, профессора, заслуженного деятеля науки РСФСР Леонтия Леонтьевича Халфина (1902—1977).
В Бийске окончила 7-летнюю школу. Работала избачом, методистом, ликвидатором неграмотности в селе Излап Солтонского района.
В 1925 году в журнале «Крестьянка» были напечатаны её первые поэмы и рассказы.
В 1933 году окончила Томский библиотечный техникум и потом работала там преподавателем, завучем и заведующей библиотекой.
В 1940-е годы — преподаватель библиотечного дела и заведующая библиотекой в Томской краевой совпартшколе. В 1949—1961 — заведующая библиотекой в посёлке Моряковский Затон Томского района (ныне Моряковская базовая библиотека филиал № 2 им. М. Л. Халфиной). С 1961 года на пенсии.
В 1961—1966 годах жила в деревне Рыбалово Томского района, с 1967 года — в Томске. С 1966 года член СП СССР.
Умерла 24 ноября 1988 года. Похоронена в Томске на Бактинском кладбище.

## Книги
- 1957 — вышла первая книга — «Библиотека Моряковского Затона» (М., Госкультпросветиздат)
- 1964 — сборник рассказов — «Мои соседи» (Новосибирск, Зап.-Сиб. кн. изд-во).
- 1966 — в журнале «Огонёк» опубликованы повесть «Мачеха» (№ 4-6) и «Простая повесть» (№ 35-39).
- 1966 — сборник рассказов «Живёт рядом семья…» (М.: Политиздат).
- 1967 — сборник повестей и рассказов «Простые истории» (Новосибирск, Зап.-Сиб. кн. изд-во).
- 1967 — сборник «Мачеха» (повесть «Мачеха» и рассказ «Баба Груня») (М.: Правда).
- 1970 — сборник рассказов «Что старикам надо…» (Новосибирск, Зап.-Сиб. кн. изд-во).
- 1978 — сборник повестей и рассказов «Простые истории» (Новосибирск, Зап.-Сиб. кн. изд-во).
- 1983 — сборник «Повести и рассказы» (Новосибирск, Зап.-Сиб. кн. изд-во).
- 1986 — сборник «Дела семейные…» (Томск, Томское кн. изд-во).

## Экранизация произведений
- март 1971 — по повести «Мачеха» Томским телевидением поставлен телеспектакль.
- 1973 — по повести «Мачеха» поставлен одноимённый кинофильм (Мосфильм; реж. О. Бондарев; в гл. ролях Т. Доронина, Л. Неведомский).
- 1977 — по рассказу «Безотцовщина» поставлен одноимённый кинофильм (Мосфильм; реж. В. Шамшурин; сцен. М. Халфина; в главных ролях — Е. Драпеко и Л. Прыгунов).

## Награды и звания
- орден Дружбы народов (16.11.1984)
- медаль «За трудовую доблесть» (107.03.1960)[4]
- медаль «За доблестный труд в Великой Отечественной войне 1941—1945 гг.» (1945)
- Заслуженный работник культуры РСФСР (23.06.1983)[5]
- Почётная грамота Президиума Верховного Совета РСФСР (13.03.1978)[6]